# Paolo Schiavon
Paolo Schiavon (* 1. September 1939 in Terranegra, Padua) ist ein italienischer Geistlicher und emeritierter Weihbischof in Rom.

## Leben
Paolo Schiavon empfing am 17. März 1962 die Priesterweihe.
Papst Johannes Paul II. ernannte ihn am 18. Juli 2002 zum Weihbischof in Rom und Titularbischof von Trebia. Der Kardinalvikar und Erzpriester der Lateranbasilika, Camillo Ruini, spendete ihm am 21. September desselben Jahres die Bischofsweihe; Mitkonsekratoren waren Erzbischof Cesare Nosiglia, Weihbischof in Rom, und Antonio Mattiazzo, Erzbischof ad personam und Bischof von Padua.
Am 6. März 2015 nahm Papst Franziskus seinen altersbedingten Rücktritt an.